# Alina Makarienko
Alina Andriejewna Makarienko, ros. Алина Андреевна Макаренко (ur. 14 stycznia 1995 w Eliście) – rosyjska gimnastyczka artystyczna, złota medalistka olimpijska, mistrzyni igrzysk olimpijskich młodzieży, mistrzyni świata, 2-krotna mistrzyni Europy.

## Ordery i odznaczenia
- Order Przyjaźni (13 sierpnia 2012 roku) – za wielki wkład w rozwój kultury fizycznej i sportu, wysokie osiągnięcia na XXX Letnich Igrzyskach Olimpijskich w Londynie (Wielka Brytania)[2]